# Farro d'Abruzzo
Il Farro d'Abruzzo è un tipo di cereale prodotto in Abruzzo, in tutte e quattro le province regionali. Fa parte dei Prodotti agroalimentari tradizionali abruzzesi.